# Zandeweer
Zandeweer (en groningois : Zanneweer) est un village de la commune néerlandaise de Het Hogeland, situé dans la province de Groningue.

## Géographie
Le village est situé au nord de la province, près d'Uithuizen, à 20 km au nord-est de Groningue.

## Histoire
Zandeweer fait partie de la commune de Kantens avant 1990, date à laquelle elle est rattachée à la commune de Hefshuizen qui prend le nom d'Eemsmond en 1992. Celle-ci est à son tour supprimée et fusionne le 1er janvier 2019 avec Bedum, De Marne et Winsum pour former la nouvelle commune de Het Hogeland.

## Démographie
Le 1er janvier 2019, le village comptait 860 habitants.